# Pinarocorys nigricans
Pinarocorys nigricans là một loài chim trong họ Alaudidae.